# Feldhockey-Weltmeisterschaft der Herren 2010
Die 12. Feldhockey-Weltmeisterschaft der Herren wurde vom 28. Februar bis zum 13. März 2010 im Dhyan Chand National Stadium in Neu-Delhi ausgetragen. Das nach Dhyan Chand benannte Stadion bietet 20.000 Zuschauern Platz.
Der offizielle Name des Turniers lautete BDO Hockey World Cup Men 2010. Es traten zwölf Nationalmannschaften in zunächst zwei Gruppen und danach in Platzierungsspielen gegeneinander an. Insgesamt wurden 38 Länderspiele absolviert. Weltmeister wurde Australien durch einen 2:1-Finalsieg über Deutschland.

## Qualifikation
Es waren die fünf amtierenden Kontinentalmeister teilnahmeberechtigt.
| Asien    | Amerika | Afrika    | Ozeanien   | Europa  |
| -------- | ------- | --------- | ---------- | ------- |
| Südkorea | Kanada  | Südafrika | Australien | England |

Außerdem waren der Vize-Europameister, Deutschland, sowie der EM-Dritte (Niederlande), der EM-Vierte (Spanien) und der Gastgeber, Indien, direkt qualifiziert.
Die übrigen drei Starterplätze wurden durch drei Qualifikationsturniere vergeben, welche 2009 stattfanden. Dabei qualifizierten sich Pakistan, Neuseeland und Argentinien für das Turnier.

### Qualifikationsturnier in Lille
Das Turnier fand vom 31. Oktober bis zum 8. November 2009 in der französischen Stadt Lille statt. Turnierfavorit und Rekordweltmeister Pakistan setzte sich im Endspiel gegen Japan durch und qualifizierte sich für das Endrundenturnier.
| Rang | Land       | Spiele | Tore  | Differenz | Punkte |
| ---- | ---------- | ------ | ----- | --------- | ------ |
| 1    | Pakistan   | 5      | 22:6  | + 16      | 12     |
| 2    | Japan      | 5      | 14:10 | + 4       | 12     |
| 3    | Polen      | 5      | 13:9  | + 4       | 10     |
| 4    | Frankreich | 5      | 13:12 | + 1       | 7      |
| 5    | Russland   | 5      | 6:17  | - 11      | 6      |
| 6    | Italien    | 5      | 3:17  | - 14      | 0      |

Endspiel
| Pakistan | - Japan | 3:1 (2:1) |

### Qualifikationsturnier in Quilmes
Das Turnier fand vom 14. November bis zum 22. November 2009 in der argentinischen Stadt Quilmes statt. Gastgeber Argentinien setzte sich im Endspiel gegen das in der Weltrangliste um einen Platz besser platzierte Belgien durch und qualifizierte sich für das Endrundenturnier.
| Rang | Land        | Spiele | Tore  | Differenz | Punkte |
| ---- | ----------- | ------ | ----- | --------- | ------ |
| 1    | Argentinien | 5      | 20:6  | + 14      | 13     |
| 2    | Belgien     | 5      | 21:6  | + 15      | 11     |
| 3    | Irland      | 5      | 12:11 | + 1       | 7      |
| 4    | Tschechien  | 5      | 7:14  | - 7       | 7      |
| 5    | Chile       | 5      | 8:18  | - 10      | 3      |
| 6    | USA         | 5      | 7:20  | - 13      | 1      |

Endspiel
| Argentinien | - Belgien | 4:2 (0:2) |

### Qualifikationsturnier in Invercargill
Das Turnier fand vom 7. November bis zum 15. November 2009 in der neuseeländischen Stadt Invercargill statt. Gastgeber Neuseeland setzte sich als Weltranglistenachter topgesetzt im Endspiel gegen Malaysia durch und qualifizierte sich für das Endrundenturnier.
| Rang | Land                | Spiele | Tore | Differenz | Punkte |
| ---- | ------------------- | ------ | ---- | --------- | ------ |
| 1    | Neuseeland          | 5      | 28:5 | + 23      | 15     |
| 2    | Malaysia            | 5      | 12:7 | + 5       | 10     |
| 3    | Volksrepublik China | 5      | 7:12 | - 5       | 9      |
| 4    | Schottland          | 5      | 8:16 | - 8       | 6      |
| 5    | Österreich          | 5      | 7:11 | - 4       | 4      |
| 6    | Wales               | 5      | 5:14 | - 9       | 0      |

Endspiel
| Neuseeland | - Malaysia | 2:1 (0:1) |

## Teilnehmer

Teilnehmerstaaten

Deutschland, die Niederlande, Indien, Pakistan und Spanien konnten sich bisher für jede Weltmeisterschaft qualifizieren. England, Argentinien und Australien konnten sich bisher nur einmal nicht für eine Weltmeisterschaft qualifizieren. Für Neuseeland war es die achte, für Kanada und Korea die fünfte und für Südafrika die vierte Teilnahme.

## Gruppen
Die Gruppen wurden nach der Weltrangliste des Welthockeyverbandes FIH eingeteilt.
| Gruppe A         | Gruppe B       |
| Deutschland (1)  | Australien (2) |
| Niederlande (4)  | Spanien (3)    |
| Südkorea (5)     | England (6)    |
| Neuseeland (8)   | Pakistan (7)   |
| Kanada (11)      | Indien (12)    |
| Argentinien (14) | Südafrika (13) |

In Klammern sind die Platzierungen in der Weltrangliste der FIH (Sahara Men's World Rankings) zur Zeit der Gruppeneinteilung angegeben.

## Spielplan
Alle Anfangszeiten sind Ortszeit, das heißt, UTC + 5½ Stunden, bzw. MEZ + 4½ Stunden.

## Vorrunde
Gruppe A
| Rang | Land        | Spiele | S | U | N | Tore  | Differenz | Punkte |
| ---- | ----------- | ------ | - | - | - | ----- | --------- | ------ |
| 1    | Deutschland | 5      | 3 | 2 | 0 | 19:9  | +10       | 11     |
| 2    | Niederlande | 5      | 3 | 1 | 1 | 15:5  | +10       | 10     |
| 3    | Südkorea    | 5      | 3 | 1 | 1 | 16: 8 | + 8       | 10     |
| 4    | Argentinien | 5      | 2 | 0 | 3 | 9:11  | - 2       | 6      |
| 5    | Neuseeland  | 5      | 2 | 0 | 3 | 8:12  | - 4       | 6      |
| 6    | Kanada      | 5      | 0 | 0 | 5 | 6:28  | −22       | 0      |

| Spielnummer – Datum – Uhrzeit | Mannschaft 1 | Mannschaft 2 | Ergebnis  |
| ----------------------------- | ------------ | ------------ | --------- |
| 04 – 1. März 2010 – 16:35     | Neuseeland   | Kanada       | 3:2 (1:2) |
| 05 – 1. März 2010 – 18:35     | Deutschland  | Südkorea     | 2:2 (0:2) |
| 06 – 1. März 2010 – 20:35     | Niederlande  | Argentinien  | 3:0 (2:0) |
| 10 – 3. März 2010 – 16:35     | Kanada       | Deutschland  | 0:6 (0:4) |
| 11 – 3. März 2010 – 18:35     | Argentinien  | Südkorea     | 1:2 (0:0) |
| 12 – 3. März 2010 – 20:35     | Neuseeland   | Niederlande  | 1:3 (1:3) |
| 16 – 5. März 2010 – 16:35     | Südkorea     | Neuseeland   | 1:2 (0:2) |
| 17 – 5. März 2010 – 18:35     | Niederlande  | Kanada       | 6:0 (0:0) |
| 18 – 5. März 2010 – 20:35     | Deutschland  | Argentinien  | 4:3 (3:2) |
| 22 – 7. März 2010 – 16:35     | Südkorea     | Kanada       | 9:2 (2:0) |
| 23 – 7. März 2010 – 18:35     | Neuseeland   | Argentinien  | 0:1 (0:0) |
| 24 – 7. März 2010 – 20:35     | Deutschland  | Niederlande  | 2:2 (0:1) |
| 28 – 9. März 2010 – 16:35     | Deutschland  | Neuseeland   | 5:2 (2:0) |
| 29 – 9. März 2010 – 18:35     | Niederlande  | Südkorea     | 1:2 (1:0) |
| 30 – 9. März 2010 – 20:35     | Kanada       | Argentinien  | 2:4 (0:1) |

Gruppe B
| Rang | Land       | Spiele | S | U | N | Tore  | Differenz | Punkte |
| ---- | ---------- | ------ | - | - | - | ----- | --------- | ------ |
| 1    | Australien | 5      | 4 | 0 | 1 | 23:6  | + 17      | 12     |
| 2    | England    | 5      | 4 | 0 | 1 | 17:12 | + 5       | 12     |
| 3    | Spanien    | 5      | 3 | 0 | 2 | 12:8  | + 4       | 9      |
| 4    | Indien     | 5      | 1 | 1 | 3 | 13:17 | - 4       | 4      |
| 5    | Südafrika  | 5      | 1 | 1 | 3 | 13:28 | - 15      | 4      |
| 6    | Pakistan   | 5      | 1 | 0 | 4 | 9:16  | - 7       | 3      |

| Spielnummer – Datum – Uhrzeit | Mannschaft 1 | Mannschaft 2 | Ergebnis   |
| ----------------------------- | ------------ | ------------ | ---------- |
| 01 – 28. Februar 2010 – 16:35 | Südafrika    | Spanien      | 2:4 (2:2)  |
| 02 – 28. Februar 2010 – 18:35 | Australien   | England      | 2:3 (1:2)  |
| 03 – 28. Februar 2010 – 20:35 | Pakistan     | Indien       | 1:4 (0:2)  |
| 07 – 2. März 2010 – 16:35     | Südafrika    | England      | 4:6 (2:2)  |
| 08 – 2. März 2010 – 18:35     | Pakistan     | Spanien      | 2:1 (1:0)  |
| 09 – 2. März 2010 – 20:35     | Indien       | Australien   | 2:5 (1:3)  |
| 13 – 4. März 2010 – 16:35     | Südafrika    | Australien   | 0:12 (0:5) |
| 14 – 4. März 2010 – 18:35     | England      | Pakistan     | 5:2 (2:0)  |
| 15 – 4. März 2010 – 20:35     | Spanien      | Indien       | 5:2 (2:0)  |
| 19 – 6. März 2010 – 16:35     | Australien   | Spanien      | 2:0 (1:0)  |
| 20 – 6. März 2010 – 18:35     | Südafrika    | Pakistan     | 4:3 (0:1)  |
| 21 – 6. März 2010 – 20:35     | England      | Indien       | 3:2 (1:0)  |
| 25 – 8. März 2010 – 16:35     | Spanien      | England      | 2:0 (1:0)  |
| 26 – 8. März 2010 – 18:35     | Australien   | Pakistan     | 2:1 (0:1)  |
| 27 – 8. März 2010 – 20:35     | Südafrika    | Indien       | 3:3 (1:2)  |

## Platzierungsspiele
um Platz 11
| 31 – 11. März 2010 – 15:35 | Kanada | – Pakistan | 3:2 n. GG |

um Platz 9
| 34 – 12. März 2010 – 15:35 | Neuseeland | – Südafrika | 5:4 n. 7m |

um Platz 7
| 35 – 12. März 2010 – 18:05 | Argentinien | – Indien | 4:2 |

um Platz 5
| 36 – 12. März 2010 – 20:35 | Südkorea | – Spanien | 0:2 |

## Finalspiele
|  | Halbfinale                 | Halbfinale                 |                            |   | Finale                     | Finale                     |
|  |                            |                            |                            |   |                            |                            |
|  | Deutschland                | 4                          |                            |   |                            |                            |
|  | England                    | 1                          |                            |   |                            |                            |
|  | 32 – 11. März 2010 – 18:05 |                            |                            |   |                            |                            |
|  |                            |                            | 38 – 13. März 2010 – 18:05 |   |                            |                            |
|  | Deutschland                | 1                          |                            |   |                            |                            |
|  |                            | Australien                 | 2                          |   |                            |                            |
|  |                            |                            |                            |   |                            |                            |
|  | Spiel um Platz drei        |                            |                            |   |                            |                            |
|  | 33 – 11. März 2010 – 20:35 | 33 – 11. März 2010 – 20:35 | England                    | 3 |                            |                            |
|  | Australien                 | 2                          | Niederlande                | 4 |                            |                            |
|  | Niederlande                | 1                          |                            |   | 37 – 13. März 2010 – 15:35 | 37 – 13. März 2010 – 15:35 |

## Endklassement
| Platz | Land        |
| ----- | ----------- |
| 1     | Australien  |
| 2     | Deutschland |
| 3     | Niederlande |
| 4     | England     |
| 5     | Spanien     |
| 6     | Südkorea    |
| 7     | Argentinien |
| 8     | Indien      |
| 9     | Neuseeland  |
| 10    | Südafrika   |
| 11    | Kanada      |
| 12    | Pakistan    |

## Medaillengewinner
| Platz | Land        | Sportler |
| ----- | ----------- | --- |
| 1     | Australien  | Nathan Burgers, Jamie Dwyer, Liam de Young, Simon Orchard, Glenn Turner, Robert Hammond, Matthew Butturini, Mark Knowles, Eddie Ockenden, Luke Doerner, Grant Schubert, Matthew Swann, Kieran Govers, Kiel Brown, Graeme Begbie, Fergus Kavanagh, Des Abbott, George Bazeley                                    |
| 2     | Deutschland | Max Weinhold, Philip Witte, Maximilian Müller, Florian Woesch, Martin Häner, Oskar Deecke, Moritz Fürste, Jan-Marco Montag, Christoph Menke, Tobias Hauke, Jan Philipp Rabente, Benjamin Wess, Linus Butt, Oliver Korn, Martin Zwicker, Matthias Witthaus, Florian Fuchs, Tim Jessulat                          |
| 3     | Niederlande | Guus Vogels, Geert-Jan Derikx, Klaas Vermeulen, Marcel Balkestein, Wouter Jolie, Ronald Brouwer, Taeke Taekema, Robbert Kemperman, Teun de Nooijer, Floris Evers, Rob Reckers, Jeroen Hertzberger, Teun Rohof, Rogier Hofman, Robert van der Horst, Valentin Verga, Billy Bakker, Jaap Stockmann (ohne Einsatz) |